# Andorra-a-Velha (paróquia)
Andorra-a-Velha é uma paróquia (ou freguesia) do principado de Andorra, sua capital é a cidade de Andorra-a-Velha.

## Património
- Igreja de Santa Coloma